# Gyula Gazdag
Dans le nom hongrois Gazdag Gyula, le nom de famille précède le prénom, mais cet article utilise l’ordre habituel en français Gyula Gazdag, où le prénom précède le nom.
Gyula Gazdag est un journaliste, scénariste et réalisateur hongrois, né le 19 juillet 1947 à Budapest. Il exerça également des activités de metteur en scène dans un théâtre de recherche à Kaposvar.

## Biographie
Gyula Gazdag est diplômé de l'École supérieure d'art dramatique et cinématographique (Színház- és Filmművészeti Főiskola) de Budapest en 1969.
Formé à l'école documentaire du studio Béla Bálazs, Gyula Gazdag s'y affirme « comme l'un des cinéastes les mieux à même de travailler un matériau fictionnel dans le style enlevé du " pris sur le vif ". » (in : Dictionnaire des cinéastes, Microcosme/Seuil, 1990) Il fut, à vingt-quatre ans, un des plus jeunes réalisateurs hongrois de long métrage avec Le Pavé qui siffle (A sípoló macskakő) en 1971. Ce film était, de surcroît, l'une des meilleures réalisations européennes sur l'après-68, faisant souffler « l'air vif de la contestation dans un camp de vacances d'adolescents. » (Émile Breton, op. cité)  Les Illusions perdues (1982) transpose une partie du roman de Balzac dans le Budapest des années soixante. « Ce portrait d'un carriériste décidé à conquérir les milieux littéraires de la capitale était une satire mordante du conformisme de la nouvelle bourgeoisie hongroise. » (M. et A. Liehm, Les cinémas de l'Est, de 1945 à nos jours, Les Éditions du Cerf, 1989)  Décrivant jusqu'à l'absurdité l'application, à travers un cas concret, d'une loi proclamant que tout enfant, né en Hongrie, doit avoir un père sur ses papiers, Un conte de fées hongrois (1987) lui valut un important succès public.  Gyula Gazdag est également un excellent documentariste, auteur, entre autres, d'un remarquable document sur la visite d'anciens déportés à Auschwitz, Voyage organisé (1984) et, en 1997, d'un docu-journal filmant la rencontre à New York de deux célèbres poètes : l'Américain Allen Ginsberg et le Hongrois István Eörsi dans A Poet on the Lower East Side.

## Filmographie partielle
- 1971 : Le Pavé qui siffle (A sípoló macskakő)
- 1974 : Chantons à la chaîne (Bástyasétány hetvennégy) (sorti en 1984)
- 1978 : A kétfenekű dob
- 1982 : Les Illusions perdues (Elveszett illúziók), d'après le roman de Balzac
- 1985 : Voyage organisé (Társasutazás) (documentaire)
- 1987 : Un conte de fées hongrois (Hol volt, hol nem volt)
- 1989 : Endoctrinement (Tusztörtenet)
- 1991 : Chroniques hongroises (documentaire)
- 1997 : A Poet on the Lower East-Side (Ginsberg-Egy költö a Lower East-Side) (documentaire)